# 11434 Lohnert
11434 Lohnert è un asteroide della fascia principale. Scoperto nel 1931, presenta un'orbita caratterizzata da un semiasse maggiore pari a 2,7407748 UA e da un'eccentricità di 0,2815557, inclinata di 8,70638° rispetto all'eclittica.
L'asteroide è dedicato all'astronomo e psicologo tedesco Karl Julius Lohnert.